# Aphycaspis
Aphycaspis is een geslacht van vliesvleugeligen uit de familie Encyrtidae. De wetenschappelijke naam van dit geslacht is voor het eerst geldig gepubliceerd in 1954 door Hoffer.

## Soorten
Het geslacht Aphycaspis omvat de volgende soorten:
- Aphycaspis deiana Noyes, 2010
- Aphycaspis snoflaki (Hoffer, 1954)
- Aphycaspis zebedee Noyes, 2010